# 538 v.Chr.
Het jaar 538 v.Chr. is een jaartal volgens de christelijke jaartelling.

## Gebeurtenissen

### Perzië
- Koning Cyrus II verovert Juda en vergroot het Perzische Rijk, hij laat de tempel in Jeruzalem herstellen.
- Cyrus II laat de Judeeërs gedwongen in ballingschap in Babylon terugkeren naar het Beloofde Land.
- Zerubbabel wordt satraap van Juda, de Perzen nemen Damascus in.
- Cyrus verovert Susa